# 1841 في فرنسا
فيما يلي قوائم الأحداث التي وقعت خلال عام 1841 في فرنسا.

## كتب
من الكتب التي صدرت هذه السنة في فرنسا:
- 1 يناير – رسائل عروسين من تأليف أونوريه دي بلزاك.

## مواليد

### يناير
- 14 يناير – بيرت موريسو رسامة فرنسية.[1]
- 18 يناير – إيمانويل شابرييه[2]
- 30 يناير – فيليكس فور سياسي فرنسي.[3]

### فبراير
- 25 فبراير – أوجست رينوار رسام فرنسي.[4]

### مارس
- 6 مارس – ماري ألفريد كورنو فيزيائي فرنسي.[5]

### أبريل
- 2 أبريل – كليمان آدر[6]

### مايو
- 7 مايو – جوستاف لوبون مؤرخ فرنسي ؛ لديه تاريخ وكتاب عن العرب واخلاقهم وتاريخهم.[7]

### أغسطس
- 28 أغسطس – لويس لي برينس

### سبتمبر
- 28 سبتمبر – جورج كليمنصو سياسي فرنسي.[8]

### نوفمبر
- 6 نوفمبر – أرمان فاليير[9]
- 11 نوفمبر – ألبرت هاستينغز ماركهام مستكشف من المملكة المتحدة.[10]

### ديسمبر
- 20 ديسمبر – فرديناد بويسون[11]

## وفيات

### أبريل
- 1 أبريل – جوستين جيرود (مواليد 1750)[12]
- 28 أبريل – فيليتشي باسكالي باتشوكي (مواليد 1762)

### يونيو
- 1 يونيو – نيكولاس أبيرت (مواليد 1749)[13]

### نوفمبر
- 9 نوفمبر – جين فيكتور ادوين (مواليد 1797)[14]